# Radegunda (wieś)
Radegunda – wieś w Słowenii, w gminie Mozirje. W 2018 roku liczyła 271 mieszkańców.